# Ugo Spirito
Ugo Spirito foi um filósofo italiano, aluno de Giovanni Gentile. No início foi um filósofo fascista que mais tarde se voltou para o comunismo. Formulou o conceito de "corporação proprietária" dentro da doutrina econômica fascista. 

## Primeiros anos
Ugo Spiritto nasceu em Arezzo em 9 de setembro de 1896 filho de Prospero Spirito e Rosa Leone. Depois de se formar na escola secundária clássica de Vico, em Chieti, começou a frequentar a Faculdade de Direito da Universidade de Roma. Inicialmente foi um defensor do positivismo, embora em 1918 tenha deixado o cargo para se tornar um seguidor do "idealismo real" (neoidealismo) de Giovanni Gentile. Nesse mesmo ano matriculou-se em Literatura e Filosofia e em 1920 formou-se com Giovanni Gentile discutindo uma tese sobre o pragmatismo italiano que publicou em 1921. Desde então, tornou-se o colaborador mais próximo do filósofo. No ano seguinte, se autoproclamou fascista e atualista e assinou o Manifesto dos Intelectuais Fascistas em 1925.

## Durante a Itália fascista
O interesse de Spirito pelo fascismo era o corporativismo e passou a discutir o assunto em profundidade por meio da revista Nuovi studi di diritto, economia e politica, que fundou junto com Arnaldo Volpicelli em 1927. A quebra de 1929 significaria para Spirito o fracasso da economia clássica.
Na década de 1930, ansioso por contribuir para a transformação da sociedade italiana, participou mais ativamente da construção do regime fascista. Escreveu extensivamente sobre "corporativismo integral", um sistema em que a propriedade seria concentrada nas mãos dos trabalhadores, e não nos acionistas. A crença no corporativismo foi equiparada ao compromisso com a propriedade comum pelo apoio à nacionalização em massa, recebendo críticas de alguns setores fascistas que o acusavam de bolchevismo, especialmente após o II Congresso de Estudos Sindicais e Corporativos realizado em Ferrara em 1932, onde apresentou o teoria da "corporação proprietária" criticando radicalmente o conceito de propriedade privada. Depois disso, Spirito argumentaria que seria vítima de uma perseguição por parte de alguns fascistas por considerá-lo comunista e subversivo, apesar de Mussolini lhe ter dado o apoio correspondente à sua ideia. No entanto, os papéis da polícia política fascista atestariam o contrário. Spirito assumiria esta crença porque em 1935, Cesare Maria De Vecchi, Ministro da Educação Nacional, o convidou a deixar o local onde trabalhava para se mudar para Messina onde havia obtido, em 1933, a cátedra de filosofia e história da filosofia na Instituto Superiore di Magistero. De Vecchi era um adversário de Gentile e é provável que Spirito tenha relacionado os eventos com uma perseguição às suas ideias.
Intensifica a colaboração com Giuseppe Bottai no grupo de intelectuais que escreveu na revista Critica fascista e que anteviu a aceleração da construção do regime. Na segunda metade dos anos 1930,  deixou o atualismo por considerar que este se tornara uma teoria como outra qualquer. Era a favor da aliança entre a Alemanha nazista e a Itália fascista considerando o "caráter revolucionário do eixo". Nesse sentido, ele escreveria um livro denominado Guerra rivoluzionaria. Em seu diário, Giuseppe Bottai relata que Mussolini devolveu o texto datilografado expressando que o considerava "inteligente, mas contraditório" e em 1942 Mussolini não permitiu a publicação. Nesse mesmo ano, Spirito daria uma conferência no Istituto nazionale di cultura fascista onde daria seu apoio ao "caráter revolucionário" da guerra, a aliança ítalo-alemã e o regime totalitário.
Após a libertação de Mussolini em 1943, Spirito não ingressaria na República Social Italiana, apesar de que a sua ideia de "corporação proprietária" serviria de inspiração para a elaboração da Carta de Verona que previa a "socialização da economia". Seria expurgado em 1944 e apelaria, alegando que não havia ingressado no regime por lucro, mas por paixão política. Ele foi readmitido em maio de 1945.

## Depois da guerra
Em 1946, depois da guerra, durante o Primeiro Congresso Internacional de Filosofia, Spirito declarou que havia chegado o momento de enfatizar a origem idealista comum do socialismo e do neoidealismo, no ano seguinte escreveria Gentile e Marx. Spirito tornou-se, em 1951, professor titular de filosofia teórica na La Sapienza, em Roma. Nesta fase, ele se declararia comunista.
A princípios da década de 1960 dedicou-se a criticar a democracia. Depois de visitar a União Soviética e a China em 1962, Spirito escreveu Comunismo russo e comunismo cinese, onde explicou sua preferência pela experiência de Mao Tsé-Tung, na qual os jovens construíram um novo marxismo e uma sociedade baseada na ciência. Spirito refletindo sobre o Partido Comunista Italiano pensaria que o partido estava se transformando em uma força reformista.
Como presidente da Fundação Giovanni Gentile, em 1975, organizaria a primeira conferência sobre o filósofo. Dois anos depois, publicaria Memorie di un incosciente. Morreu em Roma em 28 de abril de 1979.

## Obras
- Il pragmatismo nella filosofia contemporanea, 1921
- Storia del diritto penale italiano, 1925
- Il nuovo diritto penale, 1929
- Critica dell'economia liberale, 1930
- L'idealismo italiano e i suoi critici, 1930
- I fondamenti dell'economia corporativa, 1932
- Capitalismo e corporativismo, 1933
- Scienza e filosofia, 1933
- La vita come ricerca, 1937
- Dall'economia liberale al corporativismo, 1939
- La vita come arte, 1941
- Gentile e Marx, 1947
- Il problematicismo, 1948
- La vita come amore, 1953
- Inizio di una nuova epoca, 1961
- Comunismo russo e comunismo cinese, 1962
- Critica della democrazia, 1963
- Tramonto o eclissi dei valori tradizionali?, 1970
- Il comunismo, 1975
- Dall'attualismo al problematicismo, 1976
- Memorie di un incosciente, 1977
- Guerra rivoluzionaria, 1989
- Il corporativismo: dall'economia liberale al corporativismo; i fondamenti dell'economia corporativa; capitalismo e corporativismo, 2009